# All the Lovers
"All the Lovers" er en sang af den australske sangerinde Kylie Minogue, og er den første single fra hendes ellevte studiealbum Aphrodite. Den blev skrevet af den engelske duo Kish Mauve, og var en af de sidste sange der skal optages til albummet.

## Udgivelse
Minogue annonceret på hendes officielle hjemmeside den 20. april 2010 i forbindelse med udgivelsen af hendes singlen "All the Lovers" efterfulgt af hendes ellevte studiealbum Aphrodite i juli 2010. Sangen blev godt modtaget af kritikere, der roste sangen som en klassisk single af Minogue. Sangen blev en kommerciel succes især i Europa, nåede Top 10 i lande som Belgien, Tyskland, Irland og Italien, og de fem bedste i Frankrig og Storbritannien.

## Komposition
"All the Lovers" er en mid-tempo, electropop-sang med fremtrædende synthesizere. Sangen er blevet sammenlignet med singlen "I Believe in You". Teksten er en invitation til dansegulvet, mens et tidligere forhold er sammenlignes med forholdet til din nuværende kæreste.

## Formater og sanger
Internationale CD
1. "All the Lovers" – 3:20
2. "Go Hard or Go Home" – 3:43

Internationale CD maxi
1. "All the Lovers" – 3:20
2. "All the Lovers" (WAWA & MMB Anthem Mix) – 6:04
3. "All the Lovers" (Michael Woods Mix) – 7:55
4. "All the Lovers" (XXXchange Mix) – 4:49
5. "All the Lovers" (Video)

Internationale digital single
1. "All the Lovers" – 3:20

## Hitlister
| Hitliste (2010)                      | Placering |
| ------------------------------------ | --------- |
| Australien (ARIA Charts)             | 13        |
| Østrig (Ö3 Austria Top 75)           | 5         |
| Belgien (Ultratop 50 Flandern)       | 10        |
| Belgien (Ultratop 50 Vallonien)      | 8         |
| Canada (Canadian Hot 100)            | 72        |
| Tjekkiet (IFPI)                      | 18        |
| Danmark (Tracklisten)                | 26        |
| Nederlandene (Mega Single Top 100)   | 61        |
| Frankrig (SNEP)                      | 3         |
| Tyskland (Media Control Charts)      | 10        |
| Irland (Irish Singles Chart)         | 6         |
| Italien (FIMI)                       | 6         |
| Japan (Japan Hot 100)                | 11        |
| New Zealand (RIANZ)                  | 10        |
| Slovakiet (IFPI)                     | 4         |
| Spanien (PROMUSICAE)                 | 6         |
| Schweiz (Schweizer Hitparade)        | 6         |
| Sverige (Sverigetopplistan)          | 33        |
| Sydkorea (GAON)                      | 11        |
| Storbritannien (UK Singles Chart)    | 3         |
| USA (Billboard Hot Dance Club Songs) | 1         |

## Certificering
| Land                | Certificering |
| ------------------- | ------------- |
| Australien (ARIA)   | Guld          |
| Italien (FIMI)      | Guld          |
| Storbritannia (BPI) | Sølv          |